# Gisela Kleinlein
Gisela Kleinlein (* 1955 in Nürnberg) ist eine bildende Künstlerin und lebt und arbeitet in Berlin.
Sie studierte von 1976 bis 1979 an der Akademie der Bildenden Künste Nürnberg und von 1979 bis 1983 an der Düsseldorfer Kunstakademie. Dort wurde sie Meisterschülerin bei Erwin Heerich und erhielt 1996 einen dreijährigen Lehrauftrag an dieser Hochschule. Seit 1999 ist sie Professorin für Plastisches Gestalten an der Bergischen Universität Wuppertal Im Studiengang Industrial Design.
Gisela Kleinlein ist Mitglied im Deutschen Künstlerbund.

## Preise und Stipendien
- 1985–1986: DAAD-Stipendium für die Niederlande
- 1987: Arbeitsstipendium der Stiftung Kunstfonds, Bonn
- 1989: Villa-Romana-Preis, Florenz; Katalog-Förderpreis der Krupp von Bohlen und Halbach-Stiftung
- 1989: Förderpreis für Bildende Kunst des Landes Nordrhein-Westfalen
- 1991: Märkisches Stipendium für Bildende Kunst; Skulpturenpreis der Hortenstiftung am Seestern, Düsseldorf

## Ausstellungen
- 1985: Treibhaus III, Kunstmuseum Düsseldorf
- 1990: „Skulpturale Ereignisse“, Kunsthalle Düsseldorf, „Rundum“, Galerie Näke, Katharinenkloster Nürnberg (mit Karsten Neumann, Bernd Klötzer u. a.)
- 1993: Galerie Gab Gysin, Zürich
- 1996: Städtische Galerie Erlangen
- 1999: Pfalzgalerie Kaiserslautern
- 2000: Museum zu Allerheiligen Schaffhausen
- 2000: Kunstverein Heidelberg[2]
- 2002: „Defet-Eine Schenkung“, Neues Museum Nürnberg
- 2003: Galerie Bob Gysin, Zürich
- 2005: Galerie Trisorio, Neapel
- 2006: Von der Heydt-Museum, Kunsthalle Barmen, Wuppertal
- 2007: Kunstverein Ludwigsburg
- 2009: Galerie Seitz und Partner, Berlin

## Öffentliche Sammlungen
- Neues Museum Nürnberg
- Städtische Galerie Wolfsburg
- Museum Kulturspeicher Würzburg
- Städtisches Museum Aalst
- Museum Lüdenscheid
- Kunstmuseum Düsseldorf
- Stiftung Kunst(Zeug)Haus Rapperswil-Jona (Schweiz)
- Museum Pfalzgalerie Kaiserslautern